# Jan R. Andersson
Jan Richard Andersson, född 5 december 1970 i Nederluleå församling, Norrbottens län, är en svensk politiker (moderat). Han är ordinarie riksdagsledamot sedan 2006, invald för Kalmar läns valkrets.

## Biografi
Andersson har studerat medie- och kommunikationsvetenskap samt sociologi och har tidigare arbetat som politisk sekreterare i Kalmar.
Han är ledamot i Kalmar kommunsfullmäktige. Han bor i Kalmar.

### Riksdagsledamot
Andersson är ordinarie riksdagsledamot sedan valet 2006. I riksdagen är han ledamot i försvarsutskottet sedan 2014. Han var ledamot i socialutskottet 2006–2011 och ledamot i justitieutskottet 2011–2014. Andersson är eller har varit suppleant i bland annat civilutskottet, EU-nämnden och OSSE-delegationen.
Andersson har tidigare varit Moderaternas talesperson i alkohol- och tobaksfrågor. 
Som ledamot i socialutskottet uttalade Andersson sig negativt om sprutbytesprogram och förespråkade istället att missbrukare bör rekommenderas gå över till rökheroin för att minska smittrisken.

## Utmärkelser
- Riksdagens medalj,  22 juni 2022[7]

[Redigera Wikidata]